# La Carlota (Filipiny)
La Carlota – miasto na Filipinach, położone w regionie Zachodnie Visayas, w prowincji Negros Occidental, na wyspie Negros.
Miasto zostało założone w 1869 roku.

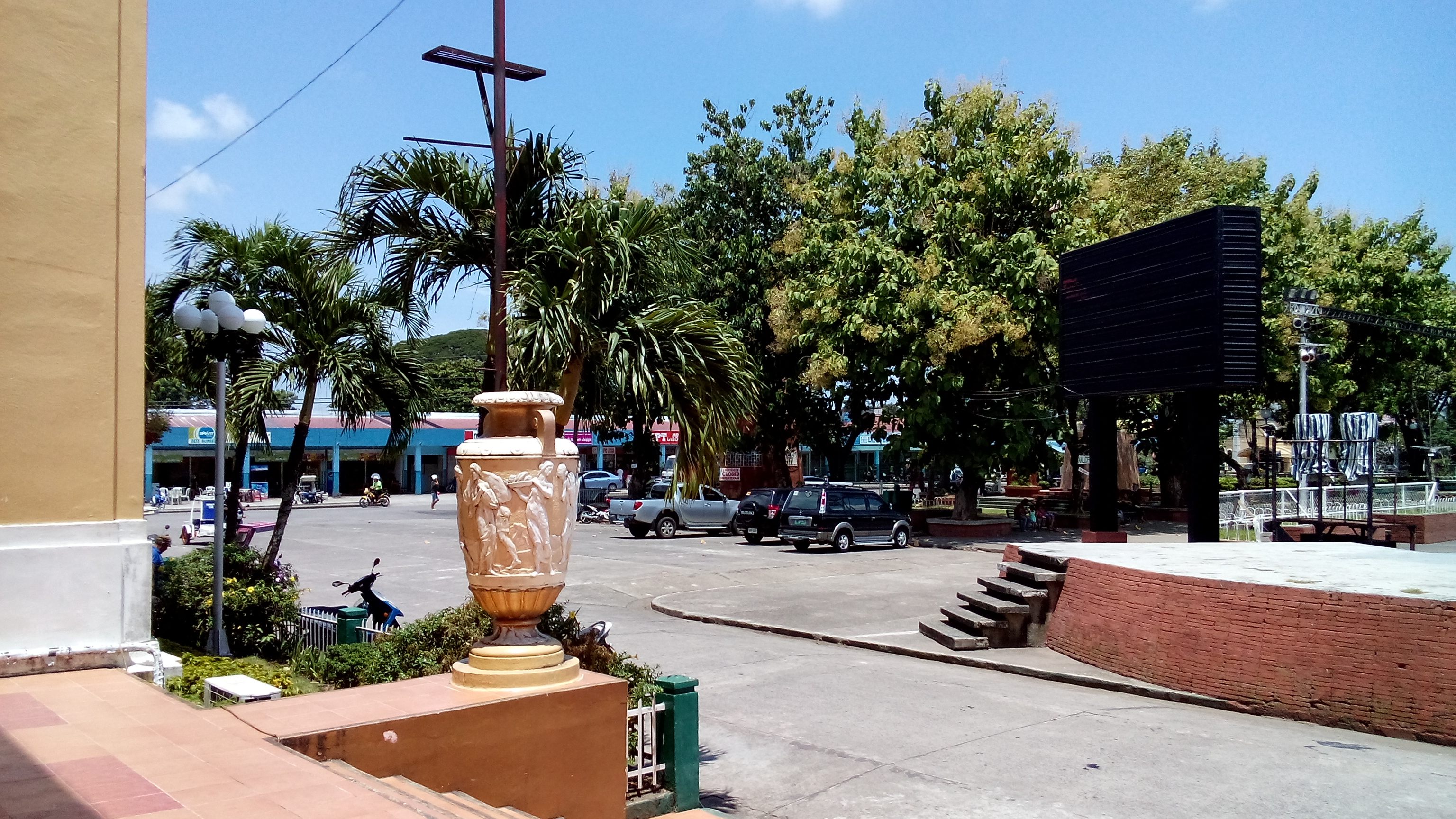
Plac publiczny w La Carlota

## Demografia

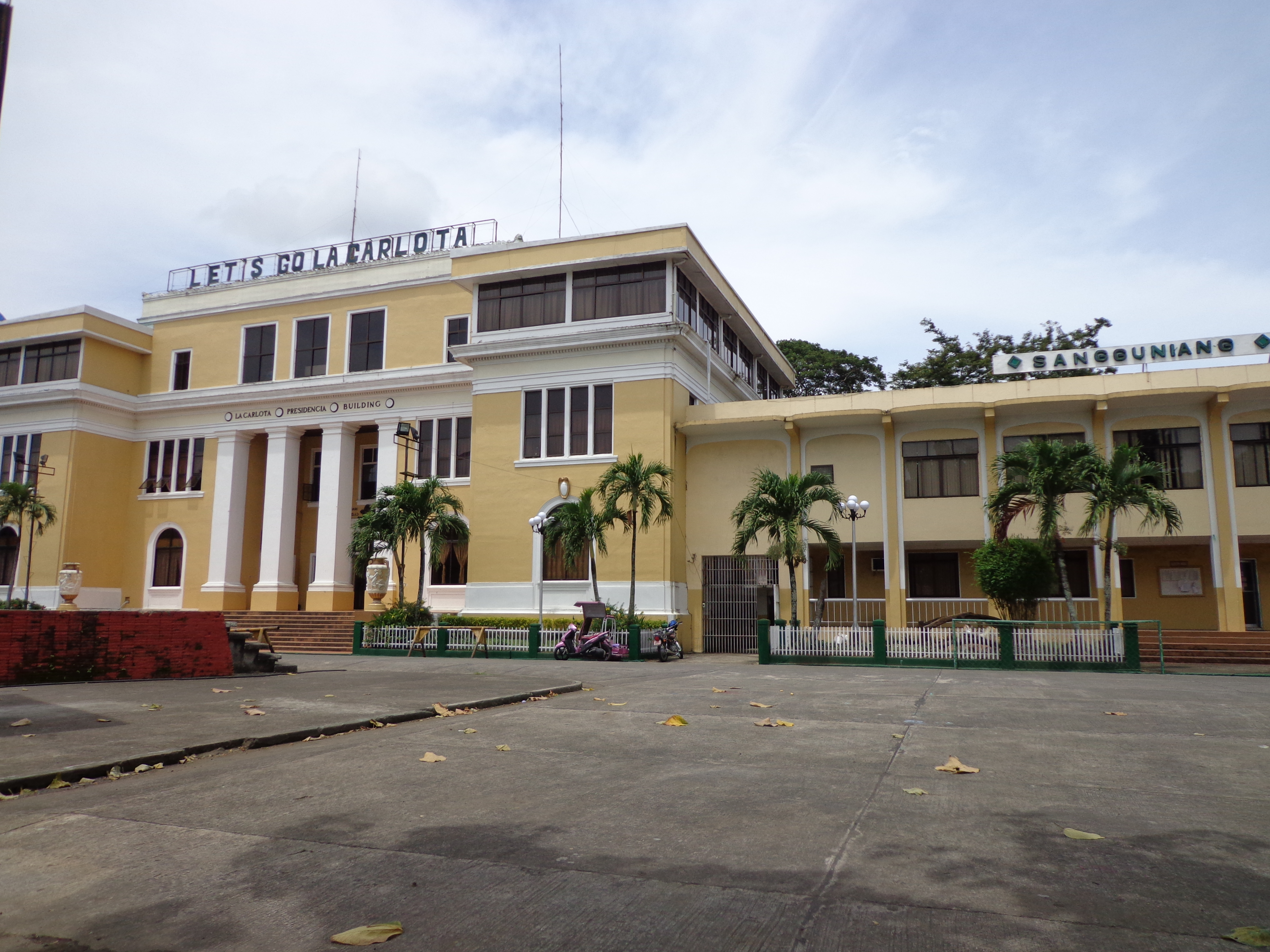
Ratusz w La Carlota

## Miasta partnerskie
- Carson (Stany Zjednoczone)

## Linki Zewnętrzne
- Oficjalna strona miasta
- Opis miasta